# Fourierismus
Fourierismus je sociální teorie a zároveň také sociální hnutí, jež je postaveno na myšlenkách a pracích Charlese Fouriera (1772–1837).
Jako samostatný proud se fourierismus představil ve 30. a 40. letech 19. stol. po červencové revoluci. Po rozšíření po Evropě se rozvinul také v Americe, kde získal rovněž své příznivce.
Jedná se o teorii, která představuje nový utopistický svět, jenž je rozdělen do fungujících komunitních jednotek, tzv. falang, ty by měly být schopné naplnit veškeré vrozené vášně člověka a zajistit tak chod harmonické společnosti.
Fourierismus významně ovlivnil levicové myšlení, které mělo ve 20. stol. výrazný vliv na dění ve světě důsledkem narůstajících tendencí levicových hnutí.

## Charles Fourier
Celým jménem François Marie Charles Fourier (7. dubna 1772 Besançon – 10. října 1837 Paříž) byl francouzský filosof a myslitel, jenž proslul kritikou raného kapitalismu a výsledků Velké francouzské revoluce.
Původně pracoval jako účetní a obchodní cestující. Jelikož svou práci vykonával nerad, mělo to velký vliv na jeho vnímání ekonomiky a společnosti, stala se však oporou pro jeho znalosti v této oblasti. Své názory si začal budovat již v mládí, kdy zjistil, jak jsou rozdílné ceny ve městech a na vesnicích. Vybudoval si averzi vůči obchodu a kapitalismu jako takovému a místo toho se zajímal o umění a prostředí kolem sebe. Snažil se také dosáhnout vyššího vzdělání, to se mu však i přes mnohé pokusy nikdy nepodařilo. Začátkem třicátých let 19. století si vybudoval již značnou část příznivců a díky jejich podpoře mohl zanechat dosavadní práce a žít jako spisovatel v Paříži.
Jeho nejvýznamnějším dílem je teorie čtyř pohybů, ve kterém dělí základní princip světa na materiální, organický, animální a sociální a všechny tyto části jsou spolu navzájem provázané. Ve své práci se rovněž zaměřuje na lidské štěstí, které je výsledkem naplnění vrozených vášní, mezi ně patří zdraví a bohatství, ustanovení společenských skupin a obecná jednota. Velký důraz klade také na individuální rozvoj jednotlivce a v neposlední řadě na nutnost emancipace žen, což považuje za bezpodmínečný krok k harmonickému chodu společnosti. Za svůj život vyčníval z běžné společnosti a často ji šokoval svými myšlenkami, které byly na svou dobu často velmi nekonvenční a zároveň v rozporu s tehdejšími mysliteli.

## Dobový kontext
Charles Fourier žil většinu života v post-revolučním období, konkrétně po Velké francouzské revoluci, jež se datuje do let 1789–1799. Toto období dějin s sebou přineslo radikální změny ve společnosti, který měly horentní vliv na průběh 19. století a de facto i století 20.
Rozrůstající kapitalismus se stal terčem kritiky narůstajícího levicového smýšlení, jež v období průmyslové revoluce mělo podporu dělnictva, které se cítilo být utlačováno majiteli výrobních prostředků, z čehož vzešlo více myšlenkových směrů, mimo jiné i Marxismus.

## Hlavní myšlenka fourierismu
Fourierismus jako takový, vychází z diverzity naděje před revolučními pohyby a trpkou realitou po ní, kdy nebylo dosaženo slibů, které se definovaly před revolučními změnami.
Kritizuje materiální vnímání společnosti, které v sobě třímá nemorální rozhodování v praxi. Lidstvo, dle Ch. F., bylo na počátku ve stavu fungování barbarů a divochů, to se však chodem dějin dynamicky mění na společenský řád harmonie.
Postupný přechod k modernějším společnostem v proměnách času pak doprovází rozpory prvků v chodu vždy té předchozí společnosti s nově vzniklým společenstvím. V civilizaci by pak měl vznikat ekonomický vývoj. Buržoazní nastavení v tehdejší společnosti v 18. století však kritizuje a ohrazuje se proti němu. Odmítá tak materiální pohled na svět, i přes tento názor zachovává myšlenku konceptu soukromého vlastnictví, jež by se mělo ctít. Podle učení Ch. F. by lidé měli vytvářet společenství, která by byla soběstačná, což považoval za důležité a ekonomická situace by měla být podporována převážně zemědělskou výrobou. Tyto autonomní společnosti by nepotřebovaly k naplnění podstaty dělbu práce, jež by byla globalistickou záležitostí. Tovární výroba, jež koreluje s globalistickými postupy by měla být až druhotným způsobem zlepšení ekonomické situace. V těchto společenstvích by měla rodina být dobrovolnou záležitostí, nikoliv společenskou konvencí. Také není nutná monogamie a děti by byly vychovávány mimo rodinu. Ženy by také měly mít rovnoprávné postavení vůči mužům a měly být plně emancipované, včetně možnosti náboženské svobody vyznání.
Fourier definuje dějiny jako periodicky opakující se etapy. Zlatý věk je záležitostí nedaleké budoucnosti, když však zlatý věk nabude svého konce, situace ve světě se drasticky změní v přelidnění a postupný úpadek společnosti, následně si bude zpětně procházet týmiž etapami, kterými si prošla cestou k zlatému věku.

## Fungování falang
Z řec. slova falanga (původně znamenající hustě seřazený vojenský šik kopiníků, tvořících základní taktickou jednotku), Charles Fourier ji využívá jako název pro jednotku základní sociální struktury. Falanga je primární výrobně spotřebitelská jednotka, která je ve všech ohledech soběstačnou komunitou. Falangy by byly umístěny do tzv. Falangstér, což jsou velké budovy, které obsahují rozsáhlý komplex obytných i rekreačních prostor, uzpůsobených ideálně pro 1800 osob, nejméně však pro 500 osob a nejvíce pro 2000 osob. K těm by mělo přiléhat kolem 1200 hektarů půdy. Každá falanga by měla disponovat pracovními kolektivy (sériemi), přičemž každá z nich obsahuje minimálně 24 skupin, ve kterých je 7–9 osob (muži, ženy, práceschopné děti).
Aby se předešlo mrzačení lidského ducha (jak tomu bylo u kapitalistických společností) a naopak se podpořil rozvoj osobnosti, po půldruhé hodině každý jedinec při změně činnosti pracuje ve více než 40 různorodých sériích podle své svobodné vůle. Práce uvnitř falang byla postavena především na motivaci jedinců a záměrem bylo přeměnit práci na hru, kterou by jedinec vykonával s radostí a jenž by jej naplňovala.

### Falangy v praxi
Ve Spojených státech se kolem roku 1840 začaly vytvářet komunity, které svým fungováním vycházely z myšlenek fourierismu. Samotná myšlenka falang byla v zámoří zpopularizovaná prostřednictvím knihy amerického spisovatele Alberta Brisbanea.
Ačkoliv valná většina falang zanikla do dvou let fungování, existují však také případy, kdy daná komunita fungovala i sedm let, v případě Silkville dokonce i 23 let.
Tyto falangy se nazývaly také jako komuny, což byl základ slova „komunismus“, směr, který Fourier do určité míry ovlivnil.